# Parelmoerblauwtje
Het parelmoerblauwtje (Polyommatus nivescens) is een vlinder uit de familie Lycaenidae (kleine pages, vuurvlinders en blauwtjes). 
De spanwijdte bedraagt 34 tot 37 millimeter. De vleugelkleur is zeer lichtblauw, bijna wit, met parelmoerglans.
Het parelmoerblauwtje komt alleen voor in Spanje en heeft daar een gefragmenteerd voorkomen in met name het oosten. De soort vliegt op hoogtes van 200 tot 2100 meter boven zeeniveau.
De waardplant van het parelmoerblauwtje is met name wondklaver, mogelijk worden ook andere vlinderbloemigen gebruikt. De soort overwintert als jonge rups. Verpopping vindt laat in het voorjaar plaats. De soort heeft één jaarlijkse generatie die vliegt van mei tot en met augustus. 